# 대지모신

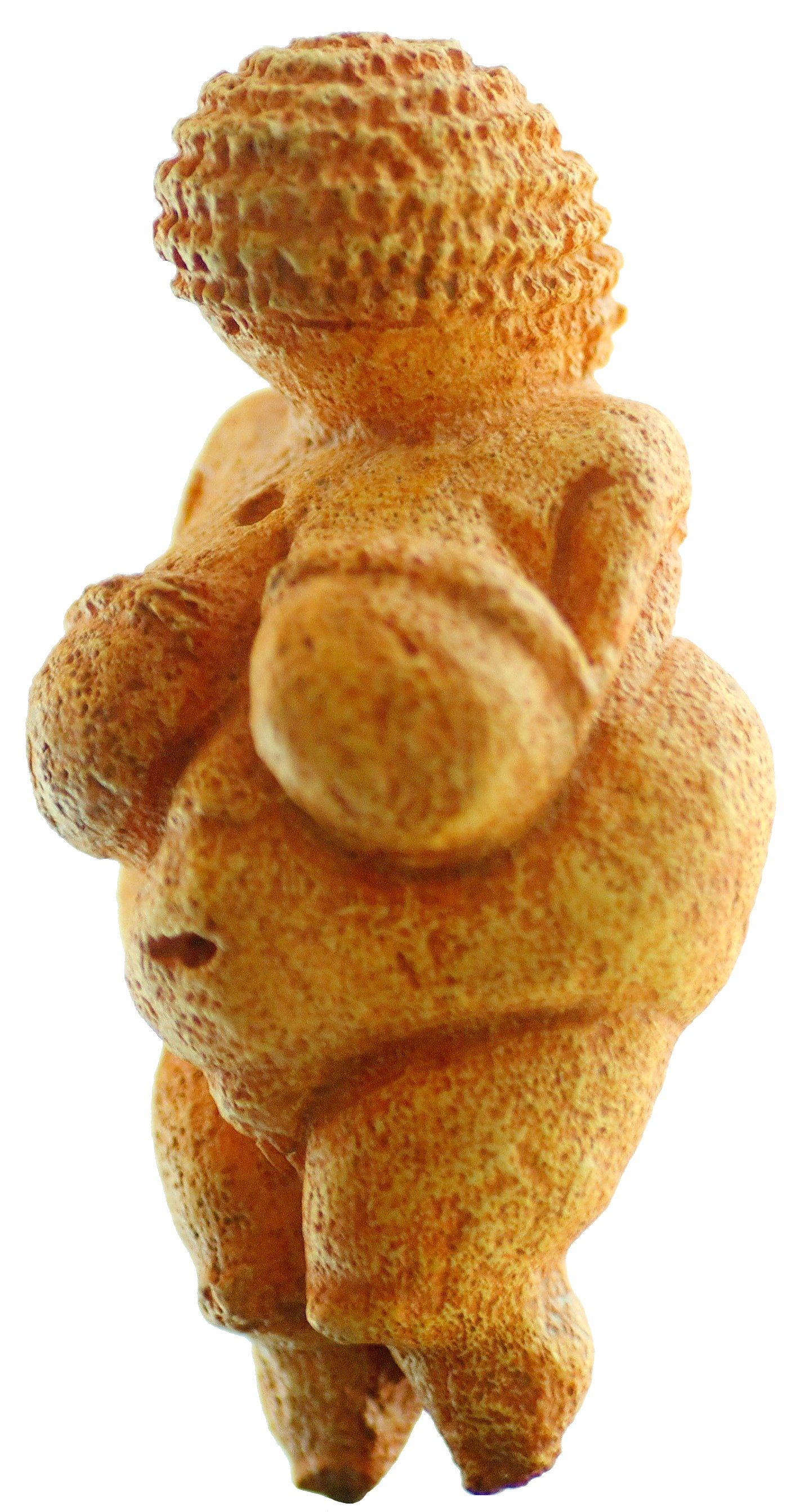
빌렌도르프의 비너스.

대지모신(大地母神, 영어: mother goddess)은 모성, 생식력, 창조성, 또는 대지의 풍부함을 상징·대표하는 여신이다. 땅 그 자체나 자연 세계와 동일시될 때는 어머니 대지(Mother Earth, Earth Mother)이라고 칭해지기도 한다.
대지모 사상(大地母 思想)은 땅(大地)이 곧 어머니(母)라는 생각으로, 과거 농경 사회에서 모든 생산물은 땅에서 얻을 수밖에 없었기 때문에 땅은 생활의 터전인 동시에 만물이 생성되는 근원이었다. 이는 마치 어린 아이가 어머니로부터 무한한 베풂을 받는 것과도 같아 땅을 어머니처럼 여기며 신성시했는데, 이러한 전통적 사상을 대지모 사상이라고 한다. 풍수지리 사상이 땅과 지형을 중시하고 이것이 인간의 삶을 좌우한다고 생각하는 것도 이 대지모 사상의 영향을 받은 것이다.

## 차탈회육 발굴 조사

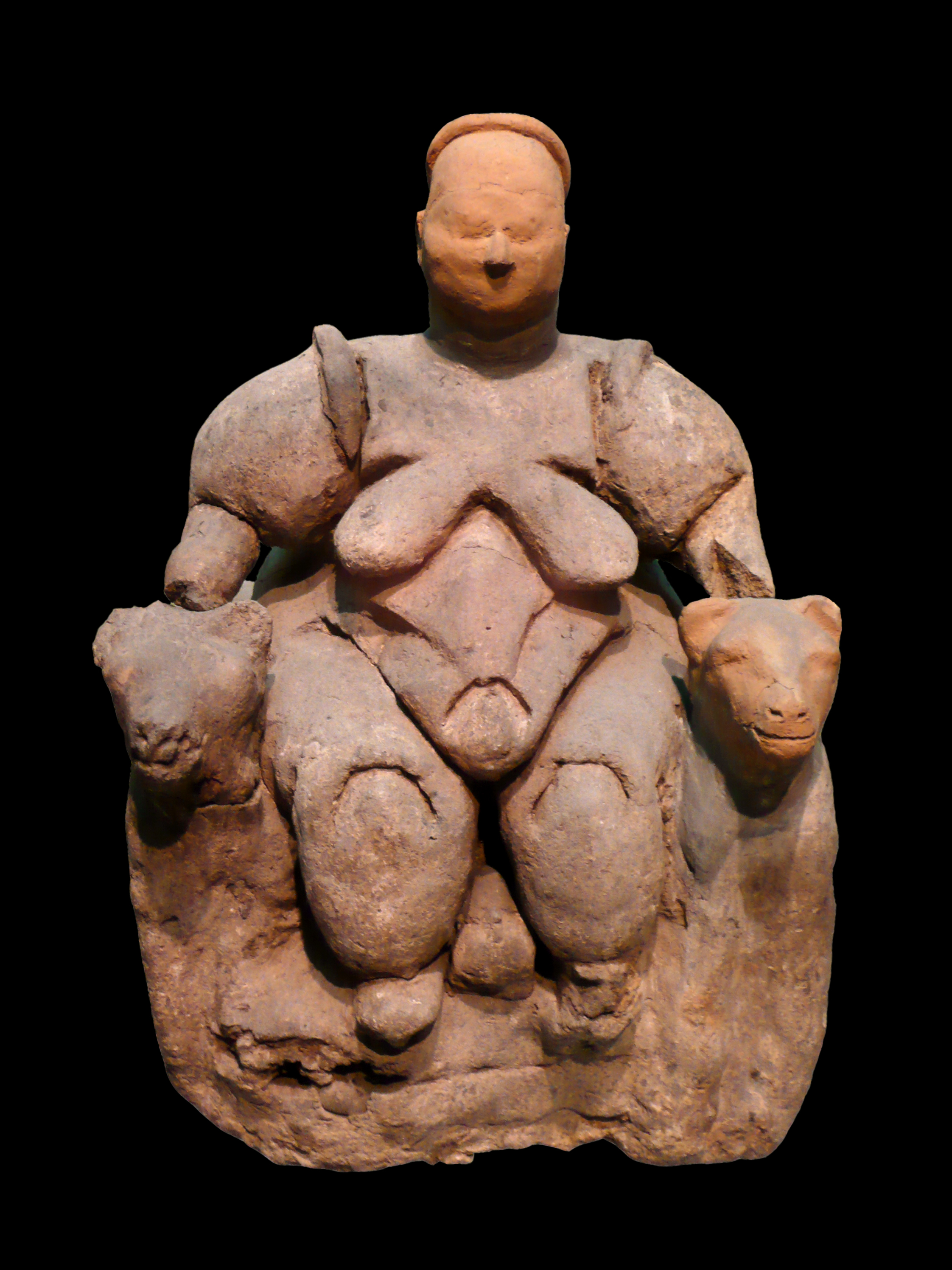
차탈회육의 앉아 있는 여성

1961년부터 1965년까지 제임스 멜라아트는 토러스 산맥 북쪽, 남부 아나톨리아의 비옥한 농업 지역에 위치한 차탈휘육에서 일련의 발굴을 이끌었다. 이곳에서 발견된 많은 조각상들은 인상적이었으며, 멜라아트는 이것들이 본질적으로 모계 사회의 신격인 위대한 여신을 나타낸다고 제안했다. 곡물 저장통에서 발견된, 멜라아트가 암사자라고 묘사한 것들에 둘러싸인 앉아 있는 여성 형상은 수확과 곡물을 보호하기 위한 것으로 보인다. 그는 이 유적지를 성지로 간주했으며, 특히 차탈휘육의 앉아 있는 여성이 많은 사람들의 상상력을 사로잡았다. 또한 성별이 명확하지 않은 많은 인형들이 있었는데, 멜라아트는 이것이 여성 중심 사회에서 전형적이라고 여겼다. 그는 "예술에서 성에 대한 강조는 언제나 남성의 충동과 욕망과 연결되어 있다"고 썼다. 모계사회와 어머니 여신 숭배의 가능성은 고고학자 마리야 김부타스에 의해 지지받았다. 이로 인해 차탈휘육에서는 매년 순례가 조직되는 현대의 어머니 여신 숭배 운동이 생겨났다.
1993년부터 발굴이 재개되었으며, 이안 호더가 이끌고 린 메스켈이 스탠포드 인형 프로젝트 책임자로 차탈휘육의 인형들을 조사했다. 이 팀은 김부타스와 멜라아트와는 다른 결론에 도달했다. 여성으로 식별된 인형은 극소수였고, 이 인형들은 신성한 공간에서 발견된 것이 아니라 무작위로 버려졌으며 때로는 쓰레기 더미에서도 발견되었다. 이는 이 지역에서 어머니 여신 숭배가 존재했을 가능성을 낮게 만들었다.

## 아프리카에서의 종교성
이집트 신화에서 하늘의 여신 누트는 별들과 태양신을 낳은 존재로, 종종 "어머니"로 불린다. 누트는 죽은 자들을 별들로 가득한 하늘로 받아들이고, 그들에게 음식과 포도주로 새 힘을 북돋아 주는 존재로 여겨졌다.
콩고 지역의 전통 종교에서는 천공신 은잠비치가 태양신이자 천부신인 은잠비 음풍구의 여성적 대응자로 여겨졌다. 이들은 원래 하나의 영적 존재로 간주되었으며, 반은 남성, 반은 여성으로 이루어진 신이었다. 이후 기독교가 중앙아프리카에 전파되면서, 은잠비는 창조신으로, 은잠비치는 그의 아내이자 "신의 본질, 지상의 신, 위대한 공주, 모든 동물의 어머니, 대지의 신비"로 묘사되었다.

## 힌두교

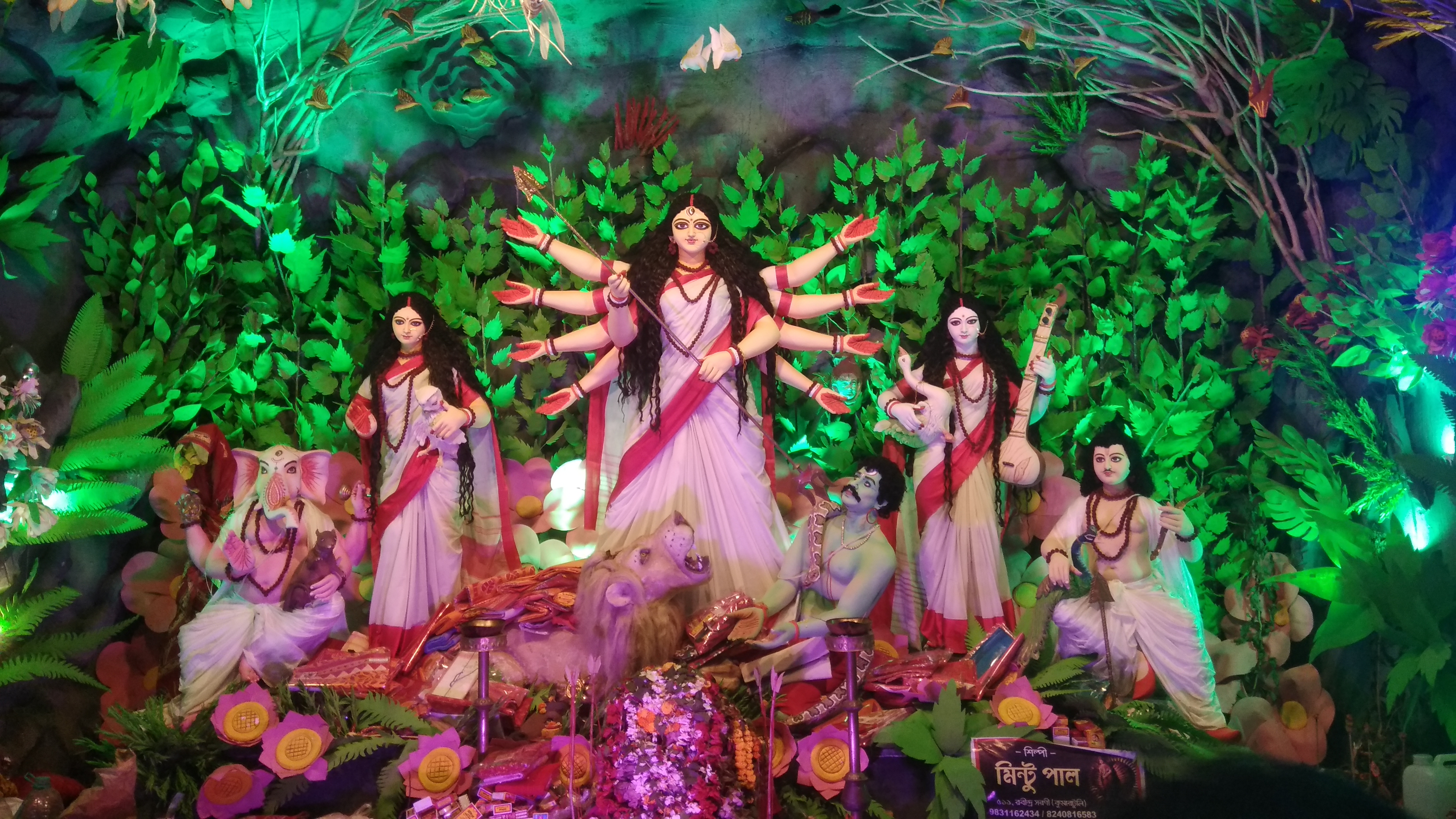
힌두교의 신인 드루가

힌두교에서 사라스바티, 락슈미, 라다, 파르바티, 두르가 등의 여신은 여성적 원리이자 브라만으로 알려진 궁극적 존재의 샥티를 상징한다. 신성한 어머니 여신은 다양한 모습으로 나타나며, 우주적 창조력의 표현으로 여겨진다. 그녀는 모든 생명을 탄생시키고 자신의 육체를 통해 양육하는 자연의 어머니(물라 프라크리티)로 나타나기도 하며, 궁극적으로는 모든 생명을 자신 안으로 다시 흡수하거나 "포식"함으로써 죽음의 힘으로서 새로운 생명을 만들어내는 존재로 여겨진다. 또한 그녀는 마야(환영)와 프라크리티를 낳아, 신성한 실재를 우주로 투사시키는 근원이 된다.
샥티파로 알려진 힌두교 분파는 상캬 철학과 탄트라 철학과 밀접하게 연관되어 있으며, 궁극적으로는 일원론적 사상을 따른다. 창조·보존·파괴를 아우르는 근원적 여성 에너지인 샥티는 현상 세계에서의 모든 행위와 존재의 원동력으로 여겨진다. 우주 자체는 푸루샤, 즉 변화하지 않으며 무한하고 초월적인 신성한 실재, "세계의 영혼"으로 간주되며, 이는 여성적 역동성인 샥티에 의해 현실화된다. 수많은 여신들은 결국 모두 하나의 위대한 어머니인 샥티의 다양한 화신들로 간주된다. 샥티는 개인을 마야 속에서 영혼을 얽어매는 자아, 무지, 욕망으로부터 해방시킬 수 있는 존재로 여겨진다. 탄트라 전통의 수행자들은 샥티를 통해 카르마의 윤회로부터 벗어나고자 한다.
어머니 신에 대한 숭배는 고대 베다 문화까지 거슬러 올라간다. 《리그베다》에서는 신성한 여성의 힘을 마히마타라고 부르며, 이는 "위대한 어머니"를 뜻한다.

## 같이 보기
- 천공신
- 천부신
- 신의 성별